# 團圓 (中國大陸電視劇)
《團圓》（Family Reunion）是一部大陸電視劇，2011年1月20日于橫店影視城開機，3月27日前往莆田拍攝，4月1日轉往福州拍攝，于4月29日殺青。济南新闻频道于11月17日首播，而安徽卫视则于2012年11月15日播出。

## 劇情大綱
1946年，福建厦门。刘裕和罗衣云夫妇非常恩爱，生了五个子女，次子刘士文在中秋节那天被杂耍团拐走。刘老太太被杂耍团员殴打后不久便离开人世。刘裕和衣云在追踪杂耍团的莫老九时，车子意外掉进海里，双双身亡。
年幼的士杰无力照顾弟弟妹妹，在吴掌柜的哄骗下，把他们送人抚养，分别时，他们带上各自的生肖玉佩作为信物，坚信总有一天还会团聚。士杰在石力雄的帮助下和在新家受虐待的亚苹坐船逃到了台湾，一晃十年。五个兄弟姐妹天各一方，命运各异。血浓于水的亲情召唤让他们挣脱命运的摆弄再次地团结在一起，四十多年的分离，尽管人事全非，他们依然把那份不可取代的亲情挚爱找了回来。

## 演職員表
| 演員                | 角色          | 角色簡介/關係 |
| 江宏恩 童年：魏子涵 | 劉士傑        | 他是刘家的长子，原本生长在幸福的富裕家庭，渴望一生平凡顺遂，谁知命运的作弄，让他在十二岁时就家破人亡，更造成五个兄弟姊妹的失散，他遵守父亲临终前的嘱咐，一定要照顾好弟妹。为了找回弟妹，他扛起家计，尝尽人间冷暖，最后终于找回了分散海峡两岸的弟弟妹妹。 |
| 呂佳容 童年：陸子藝 | 劉亞琪/洪美惠 | 刘家的大妹，被洪姓教授夫妻所收养。辗转来到台湾后，亚琪接受良好的教育和栽培，改名为洪美惠，成为一名检察官。在受理一件伤害罪时，意外与哥哥士杰和妹妹亚苹重逢，更发现涉案者金三郎，就是她的弟弟刘士文。                                                     |
| 宗峰岩 童年：吳磊   | 劉士文/金三郎 | 大弟，在幼年时被杂耍团拐走，与家人失散。为了生存，他和拐走他的歹徒金霸周旋，反得金霸赏识，被认为养子，改名金三郎，并为金霸处理许多事业，是金霸得力的助手。                                                                                               |
| 劉博皓 童年：陳鴻錦 | 劉士華/孫翔   | 刘家么弟，被孙老爷收养，改名孙翔。在孙老爷的栽培下，终于成为一名商场悍将。他知道兄弟姐妹都在找他，却误以为家人当年为了钱把他给卖掉，因此不愿意与家人相认。                                                                                               |
| 高洋 童年：崔若涵   | 劉亞蘋        | 刘家五妹，是唯一留在士杰身边的妹妹。他失手杀死罗明，金三郎出面代为顶罪，种种的恩情，让亚苹对他的爱慕深得无法自拔，但金三郎不接受，让亚苹十分难过，她却不知道，金三郎正是她的亲哥哥刘士文。                                                               |
| 陳仙梅              | 林彩梅        | 制鞋厂老板林昆山的女儿，暗恋士杰，后发生车祸造成下半身瘫痪，士杰娶她为妻，无怨无悔地照顾她一辈子。 |
| 顧寶明              | 莫老九        | 杂耍团成员，拐走士文打算卖掉，但因一时心软，放走士文，又失手打死刘裕，逃亡到台湾。后来决定以余生用一切的能力弥补刘家。 |
| 王中皇              | 金霸          | 年轻时以杂耍团到处为家，做了不少坏事，包括拐走士文。后来却反而赏识士文，收为养子。生病后的金霸渐渐后悔起年轻时多行不义，面对财产被骗，决心挽回局面，还要弥补刘家。                                                                                       |
| 王宇                | 林昆山        | 林彩梅的父親，制鞋廠的老闆，因為士傑是廈門人而反對士傑和彩梅在一起 |
| 李亭哲              | 羅明          | 是个爱情骗子，造成亚苹未婚生子，却对她始乱终弃，另娶富家千金，最後離婚回來找亞蘋，仗著自己有跟亞蘋的骨肉想分一杯羹因為自己好賭已經破產，最後跟亞蘋扭打，自己失足被刀子刺死。                                                                             |
| 宋雷濤              | 吳浩志        | 是個孤兒，從小沒有父母的關愛，靠著自己的努力當上了制鞋廠的業務經理，愛慕林彩梅，在劇中可謂有賊心沒賊膽，後來在損友陳朝宗的唆使下挺而走險，一步一步地走向罪惡的深淵，最後自食其果。                                                                       |
| 劉寶文              | 殷心          | |
| 劉晟豪              | 陳朝宗        | |
| 鮑正芳              | 王嬸          | |
| 婁淇                | 韓大中        | 劉亞蘋的丈夫 |
| 郝洛釩              | 劉家全        | 劉士傑和林彩梅收養的孩子 羅明與劉亞蘋的親生女兒 |
| 季肖冰              | 金昊威        | 金霸與殷心的兒子，英俊帥氣卻好逸惡勞，時常闖禍，進警局是家常便飯，但是本性卻單純善良，後來在家全愛情力量的感染下，開始轉變。 |
| 周云深              | 田正男        | |
| 黃子耀              | 家豪          | 洪美惠的丈夫 |
| 趙文瑄              | 劉裕          | 士杰的父亲，经营布庄，在士文走失后，散尽家财寻子却一无所获，开车带着衣云追拐走士文的杂耍团员之一老莫，车子意外掉进海里，死了。 |
| 俞小凡              | 羅衣云        | 刘裕的太太，士文失踪后一直郁郁寡欢，在追踪莫老九的途中，车子掉进海里，和丈夫一起死亡。 |
| 陳淑芳              | 吳祥珠        | 劉裕之母 五個孩子的奶奶 原本子孫滿堂，幸福美滿，但在孫子士文走失后，受到極大打擊，最後被金霸活活打死，死前仍心系著一家團圓 |
| 王惠五              | 吳火旺        | 劉家的管家 五個孩子的表舅 |
| 朱嘉鎮              | 石力雄        | 原本非常仇恨劉家，被小亞蘋所救后，開始幫助劉家兄妹逃離高家的追捕 |
| 何玉琳              | 趙媽          | 劉家的傭人 |
| 劉虞佳              | 阿蕊          | 劉家的傭人 |
| 吳依夢              | 高曉蕾        | 高家的小女兒 驕縱任性 要小亞蘋陪她玩，常常虐待亞蘋 |

## 外部連結
- 《團圓》安徽衛視專題
- 《團圓》搜狐網專題 （页面存档备份，存于）
- 《團圓》观剧报告 网易娱乐 （页面存档备份，存于）

## 作品的變遷
| 中国大陆 安徽卫视 海豚第一剧场 19:31-21:26 | 中国大陆 安徽卫视 海豚第一剧场 19:31-21:26 | 中国大陆 安徽卫视 海豚第一剧场 19:31-21:26 |
| ------------------------------------------ | ------------------------------------------ | ------------------------------------------ |
|                                            | 团圆 （2012.11.15-2012.12.04）             |                                            |
| 永远的忠诚 （2012.11.08-2012.11.14）       | 乱世佳人 （2012.12.05-2012.12.24）         |                                            |